# سنت-سسیل-دو-لورارد، کبک
سَنت-سِسیل-دُ-لِورارد (به فرانسوی: Sainte-Cécile-de-Lévrard) قصبه‌ای در منطقه شهری بکانکور ناحیه سانتر-دو-کبک در استان کبک کانادا است. در سرشماری سال ۲۰۱۱ این قصبه ۴۲۵ نفر جمعیت داشته‌است و مساحت آن ۳۳٫۳۵ کیلومتر مربع است.